# Cellepora hyalina
Cellepora hyalina är en mossdjursart som först beskrevs av Carl von Linné den yngre 1767.  Cellepora hyalina ingår i släktet Cellepora och familjen Celleporidae. Inga underarter finns listade i Catalogue of Life.